# Evangelische Kirche (Orlová)

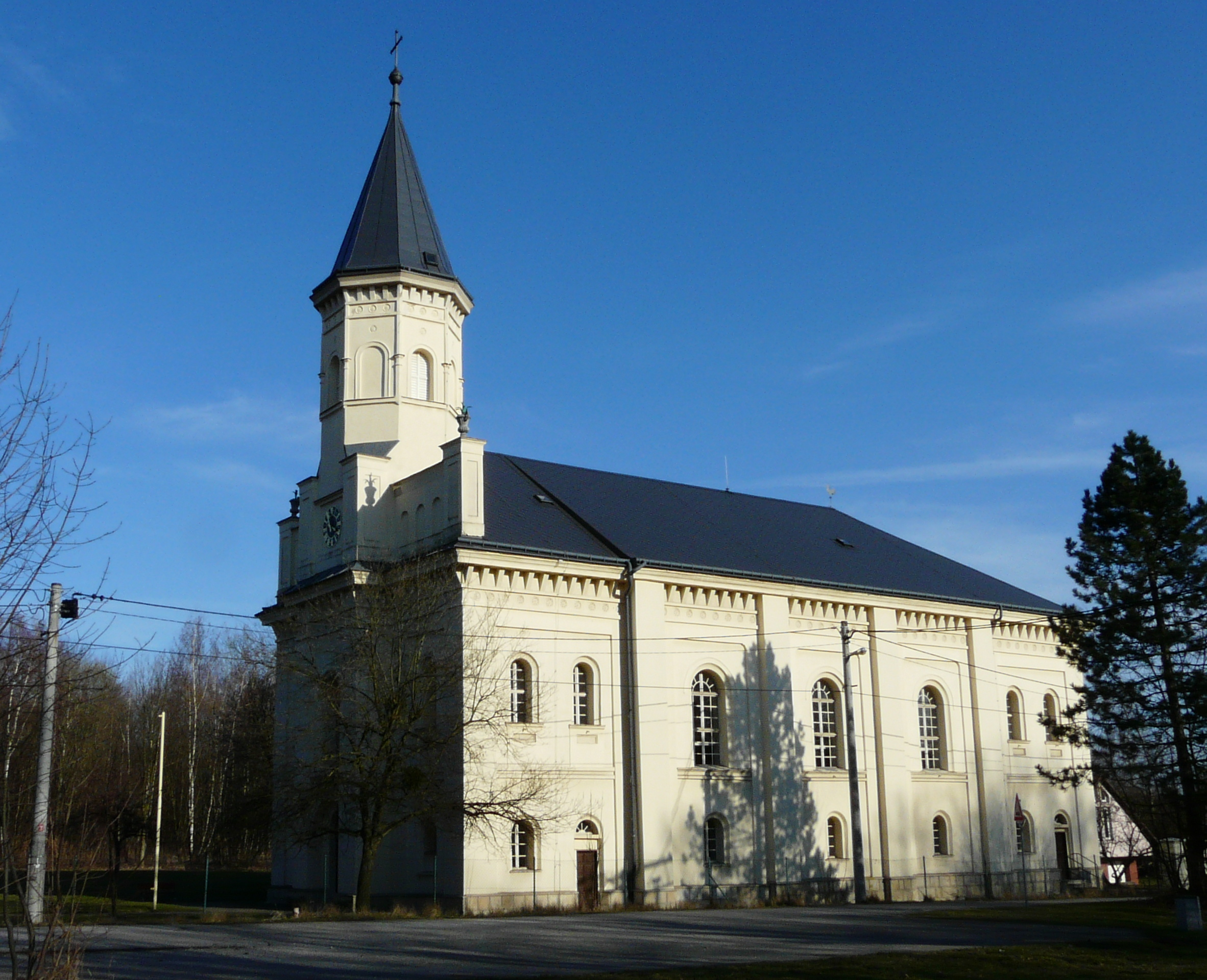
Evangelische Kirche Orlau

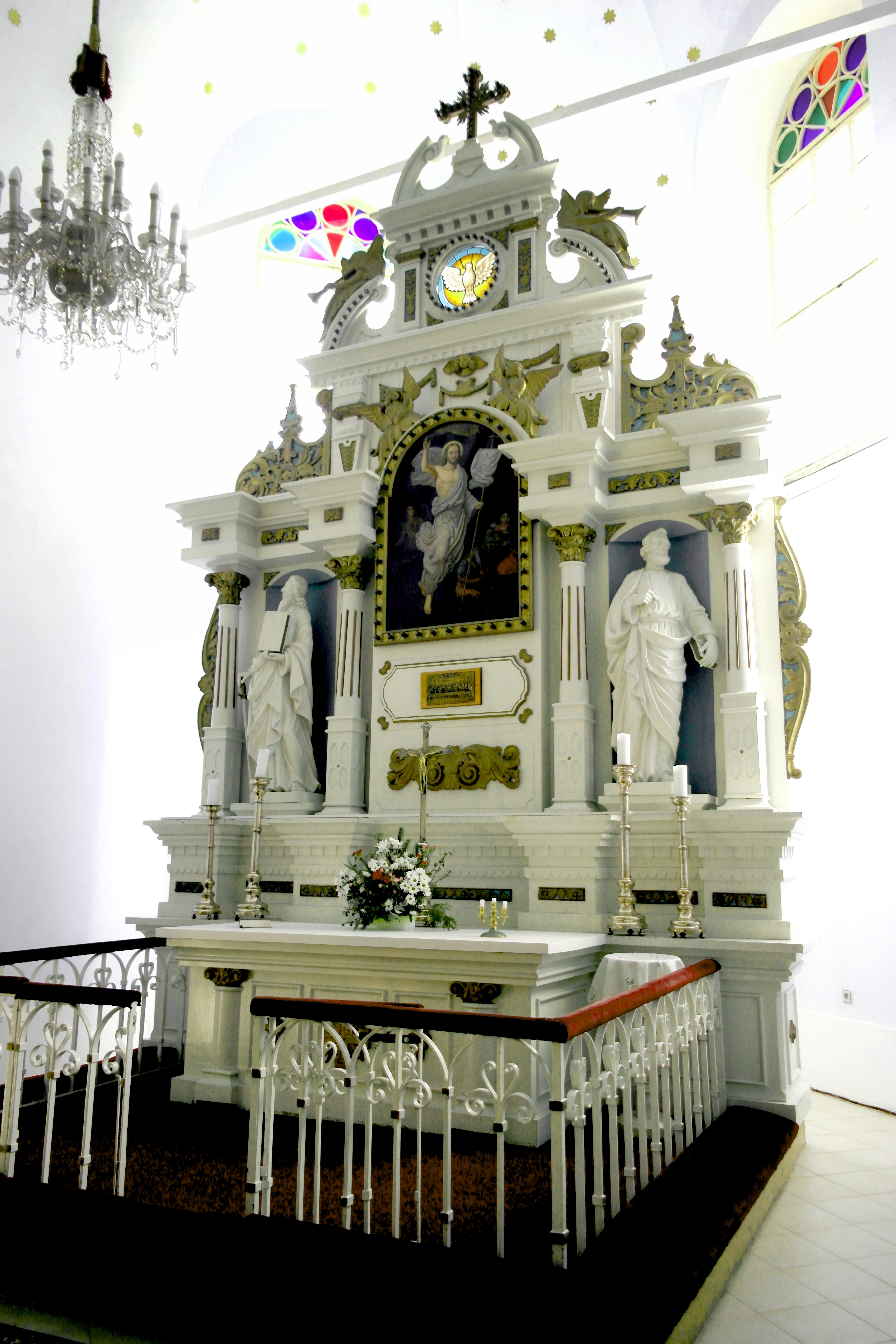
Altar

Die Evangelische Kirche ist ein Sakralbau des 19. Jahrhunderts in Orlová (deutsch Orlau, polnisch Orłowa) im Okres Karviná in Tschechien. Sie gehört zur Schlesischen Evangelischen Kirche A.B. in Tschechien.

## Geschichte
Nach Erlass des Toleranzpatents 1781 waren die sich zum evangelischen Glauben bekennenden Einwohner von Orlau zunächst dem neuerrichteten Bethaus im benachbarten Bludowitz zugeordnet. Bereits 1840 wurde eine eigene evangelische Schule gegründet und 1847 ein evangelischer Friedhof angelegt. Nach Erlass des Protestantenpatents von 1861 wurde am Johannistag (24. Juni) desselben Jahres der Grundstein zu einem Kirchenneubau gelegt, der am 15. Oktober 1862 durch den Superintendenten der Evangelischen Superintendentur A. B. Mähren und Schlesien, Johann Georg Lumnitzer, geweiht wurde. Die Ausführung des Baus übernahm der Baumeister Gross aus Teschen. Wiederherstellungen fanden 1982 und 2005 statt.
Der in den Formen des Rundbogenstils des mittleren 19. Jahrhunderts errichtete Kirchenbau ist eine in ihrer Außenarchitektur stark gegliederte Saalkirche mit polygonalem Chorschluss und einbezogenem Turm mit Oktogongeschoss und Spitzhelm, der mit einem Gewölbe und doppelten Emporen ausgestattete Kirchenraum wird von einem Altaraufbau in Neorenaissanceformen mit den Statuen von Petrus und Paulus beherrscht.